# Национален освободителен фронт на Гърция
Националният освободителен фронт на Гърция (на гръцки: Εθνικό Απελευθερωτικό Μέτωπο, ΕΑΜ), познат и с гръцките инициали ЕАМ, е политическа организация, обединяваща леви патриотични сили на територията на предвоенна Гърция, насочена срещу страните от Оста по време на участието на Гърция във Втората световна война.
Създаден е на 27 септември 1941 година по инициатива на ГКП, Земеделската партия, Социалистическата партия и присъединилите се по-късно Социалистически съюз, Демократическа работническа партия и Демократически съюз на Гърция. Поставени са основни цели като освобождаване на страната от чуждата окупация и извоюване на цялостна независимост; формиране на временно правителство на ЕАМ, което след това да проведе избори за Велико народно събрание и т.н. В края на декември се изгражда централен щаб за ръководене на бойните действия.
В ранната пролет на 1942 г. в състава на ЕАМ влизат следните организации:
- Работнически националноосвободителен фронт (ЕЕАМ),
- Националноосвободителен фронт на младежта (ЕАМН),
- Национална солидарност (ЕА)[2].

Военното крило на НОФ е наречено Гръцка народна освободителна армия (ГНОА), позната и с гръцките инициали ЕЛАС.
ЕАМ провежда разговори с различни представители на българското малцинство в Егейска Македония, с които изграждат организацията в областта. Създаден е и специален вестник „Елевтерия“ (Свобода). Започват партизански действия в Солунско, Кукушко, Берско, Воденско и Костурско. След август 1944 година към тях се присъединяват и дейци на разтурената така наречена „Охрана“.
След освобождаването на страната от гермнска окупация е образувано дясно правителство, подкрепяно от Великобритания. Съгласно сключения на 12 февруари 1945 г. Договор от Варкиза ГНОА следва да се разоръжи, за да спрат преследванията на дейци на НОФ и бойци на неговата ГНОА от десни и правителствени сили. При разоръжаването са събрани 49 хил. броя лично оръжие, много единици артилерийско, стрелково и друго въоръжение, включително минохвъргачки, картечници и пр.
Понеже политическите преследвания не спират, процесът на разоръжаване и разпуснаке на ГНОА не е завършен, нейни бойци и формирования се вливат в новообразуваната Демократична армия на Гърция, ръководена (както и НОФ) от Гръцката комунистическа партия и подкрепяна от Източния блок. Започва Гражданската война в Гърция (1946 – 1949).